# Stuart Hayes
Stuart Hayes, né le 16 avril 1979 à Isleworth, est un triathlète britannique, professionnel depuis 1999.

## Biographie
S'orientant d'abord vers une carrière de nageur, Stuart Hayes décide de se reconvertir à l'âge de 15 ans dans le triathlon. Il se révèle à partir de 2004 où il finit troisième mondial, mais n'est pas sélectionné pour les Jeux, tout comme en 2008.
Après de nombreux podiums mais aucune victoire, Stuart Hayes signe sa première victoire lors de l'étape de Kitzbühel des séries mondiales de triathlon, une des manches des championnats du monde de triathlon 2010. Pour la première fois de sa carrière, il est sélectionné pour les Jeux olympiques, en 2012, avec pour principal rôle, un rôle d'équipier pour Alistair et Jonathan Brownlee : 37e, il voit ses équipiers finir respectivement premier et troisième. Il termine quasiment sa carrière sur ce rôle d'équipier pleinement réussi, puisqu'il n'est revu qu'à deux reprises en 2013, et une en 2015.
Il est entraîné et fait partie comme entraîneur également de la team Dillon de l'ex-triathlète professionnelle Michelle Dillon dont il est dans la vie, le partenaire conjugal.

## Palmarès
Le tableau présente les résultats les plus significatifs (podium) obtenus sur le circuit national et international de triathlon depuis 1999.
| Année | Compétition                                  | Pays        | Position           | Temps           |
| ----- | -------------------------------------------- | ----------- | ------------------ | --------------- |
| 2016  | Ironman 70.3 Hefei                           | Chine       | Médaille d'argent  | 3 h 56 min 46 s |
| 2016  | Ironman 70.3 Weymouth                        | Royaume-Uni | Médaille d'argent  | 4 h 11 min 43 s |
| 2016  | Ironman 70.3 Zell am See-Kaprun              | Autriche    | Médaille d'argent  | 4 h 11 min 23 s |
| 2016  | Ironman 70.3 Putrajaya                       | Malaisie    | Médaille de bronze | 4 h 1 min 10 s  |
| 2013  | 5150 Klagenfurt                              | Autriche    | Médaille d'or      | 1 h 51 min 25 s |
| 2011  | 5150 Liverpool                               | Royaume-Uni | Médaille d'or      | 1 h 49 min 18 s |
| 2010  | WTS Kitzbühel                                | Autriche    | Médaille d'or      | 1 h 52 min 32 s |
| 2010  | Coupe du monde - l'étape de Mooloolaba       | Australie   | Médaille d'argent  | 1 h 51 min 41 s |
| 2010  | Championnat britannique                      | Royaume-Uni | Médaille d'argent  | Timing          |
| 2008  | Grand Prix de triathlon - Étape de La Baule  | France      | Médaille d'or      | Timing          |
| 2008  | Coupe d'Océanie - l'étape de Gold Coast      | Australie   | Médaille d'argent  | 1 h 47 min 18 s |
| 2006  | Coupe d'Océanie - l'étape de Hobart          | Australie   | Médaille de bronze | 1 h 52 min 15 s |
| 2005  | Triathlon de Londres                         | Royaume-Uni | Médaille d'or      | 1 h 43 min 42 s |
| 2005  | Championnat britannique                      | Royaume-Uni | Médaille d'argent  | Timing          |
| 2004  | Coupe du monde - l'étape de Gamagōri         | Japon       | Médaille de bronze | 1 h 58 min 14 s |
| 2004  | Coupe du monde - l'étape de Madrid           | Espagne     | Médaille de bronze | 1 h 55 min 16 s |
| 2004  | Coupe du monde - l'étape de Salford          | Royaume-Uni | Médaille d'argent  | 1 h 56 min 42 s |
| 2004  | Championnat britannique                      | Royaume-Uni | Médaille d'argent  | Timing          |
| 2001  | Coupe d'Europe - l'étape de Praia da Vitória | Espagne     | Médaille de bronze | 1 h 57 min 57 s |

| Édition      | Position | Temps          |
| ------------ | -------- | -------------- |
| Londres 2012 | 37e      | 1 h 51 min 4 s |